# Laterallus melanophaius
Il rallo fianchirossicci o schiribilla pettobianco (Laterallus melanophaius Vieillot, 1819) è un uccello della famiglia dei Rallidi diffuso in gran parte del Sudamerica.

## Tassonomia
Attualmente vengono riconosciute due sottospecie di rallo fianchirossicci:
- L. m. oenops (P. L. Sclater e Salvin, 1880) (Colombia sud-orientale, Ecuador orientale, Perù orientale e Brasile occidentale);
- L. m. melanophaius (Vieillot, 1819) (da Venezuela sud-orientale e Suriname all'Argentina settentrionale).

## Descrizione
Il rallo fianchirossicci, con i suoi 14–18 cm di lunghezza, è una delle specie più grandi del genere Laterallus. Si distingue dai congeneri e da altri piccoli Rallidi di palude per la colorazione marrone-oliva scuro delle regioni superiori (più scura tra groppa e coda), la regione sopracciliare bianca, i lati di testa, collo e petto rossicci (grigiastri nella regione oculare in L. m. melanophaius), il mento, la gola e il centro del petto bianchi, le barre bianche e nere sui fianchi e la colorazione rossiccio-cannella uniforme del sottocoda. Alcuni esemplari presentano delle sottili strisce bianche sulle ali e la regione scapolare, mentre altri hanno la regione che va dal mento al centro del petto color camoscio o rossiccio. L'iride è rossa o rosso-bruna; il becco, relativamente lungo e abbastanza sottile, può essere bruno-nerastro, ma verde sui lati, o grigiastro con la base dai toni più gialli. Le zampe e i piedi sono marrone-oliva o color carne. I sessi sono simili.

## Distribuzione e habitat
Il rallo fianchirossicci è la specie sudamericana di Laterallus dall'areale più vasto. Vive nelle regioni pianeggianti tropicali e subtropicali a est delle Ande, dalle coste del Venezuela fino alle regioni orientali di Ecuador e Perù, e dal Brasile settentrionale e orientale alle regioni centrali dell'Argentina (Provincia di Buenos Aires).
Popola le paludi e le praterie umide.

## Biologia
Sebbene descritto generalmente come timido e riservato, il rallo fianchirossicci è meno sfuggente di altri Rallidi delle sue dimensioni, e malgrado trascorra gran parte del tempo tra la fitta vegetazione, talvolta, soprattutto quando va in cerca di cibo, si spinge anche in zone aperte. Nonostante sia in grado di volare, è piuttosto sgraziato e vola solo per brevi distanze. Gli esemplari in cattività si appollaiano talvolta sugli alberi.
Si nutre di insetti, specialmente Coleotteri (Curculionidi), Omotteri, Ortotteri e Ditteri, e ragni, ma mangia anche semi e larve. Va in cerca di cibo sul terreno, nelle acque basse o tra la vegetazione galleggiante.
Il rallo fianchirossicci vive da solo o in coppia. La stagione degli amori, nella parte meridionale dell'areale, va da ottobre a gennaio. Nel nido, costruito in prossimità dell'acqua, vengono deposte 4-5 uova (2-3 in cattività), ovoidali e di colore variabile dal bianco al crema. L'incubazione dura 19-20 giorni.